# ピア・ザドラ
ピア・ザドラ（Pia Zadora, 本名：Pia Alfreda Schipani, 1954年5月4日 - ）は、アメリカ合衆国の女優、歌手。
ブロードウェイの舞台で子役としてデビュー、『宇宙大戦争 サンタvs火星人』で映画初出演を果たす。1982年の映画『Butterfly』に出演してゴールデングローブ賞映画新人賞を受賞。歌手としては1984年にグラミー賞最優秀女性ロック・ボーカリストのノミネートを受けた。

## 経歴
ニュージャージー州ホーボーケン出身。父アルフォンセ・スキパニはヴァイオリニスト、母サターニア・ニーナ（旧姓：ザドロウスキー）は舞台衣装監督としてブロードウェイのプロダクションに所属しており、メトロポリタン歌劇場、ニューヨーク・シティ・オペラなどでの仕事をつとめていた。父方はイタリア系、母方はポーランド系である 。その母の旧姓の一部からザドラという芸名を付け、タルラー・バンクヘッド主演のブロードウェイ舞台『Midgie Purvis』で子役としてデビュー。小中学校はニューヨーク市フォレストヒルの学校に通い、同じ学区にはレイ・ロマーノ、デヴィッド・カルーソらがいた。

### 女優活動
1964年、火星人の少女役をつとめた『宇宙大戦争 サンタvs火星人』で映画初出演を果たすが、この次に映画へ出演する機会はしばらく先となる。その間、イスラエルの大富豪メシュラム・リクリスとの出会いがあり、1977年に結婚。食前酒デュボネのポスター、テレビ・コマーシャルに起用されたことから、デュボネ・ガールとして広く知られることとなる。なお、夫はアメリカ国内デュボネ卸企業の大株主であった。
そして、1982年の映画『Butterfly』（日本未公開）で主演を果たしてステイシー・キーチ、オーソン・ウェルズらと共演。主題歌"It’s Wrong For Me To Love You" の歌唱もつとめる。ストーリーは親娘の近親相姦を主題にした情欲的なもので、ザドラは当年のゴールデングローブ賞映画新人賞（現在は廃止）を受賞する。このとき同部門でノミネートされていた俳優はキャスリーン・ターナー（『白いドレスの女』）、レイチェル・ウォード（『シャーキーズ・マシーン』）、クレイグ・ワッソン（『フォー・フレンズ<4つの青春>』）、エリザベス・マクガヴァン、ハワード・E・ロリンズ（ともに『ラグタイム』）だった。しかしこの受賞について、大金持ちの夫が広告宣伝活動の一環として賞を買ってあげただけなどの非難も受ける。当時、ロサンゼルスのサンセット大通りには、ザドラのボディ・ラインを描いた巨大看板が登場しており、ゴールデングローブ賞を主催するハリウッド外国人映画記者協会についても、ラスベガスへの大名旅行と交換条件だったという噂まで広がっていた。なお同作の演技で第3回ゴールデンラズベリー賞の新人賞、主演女優賞も受賞した。
次の出演作は1982年の映画『テリー・サバラスのフェイク・アウト』。テリー・サバラスと共演し、ザドラは滑稽な囚人役を演じる。1983年にハロルド・ロビンスの小説を原作とした映画『The Lonely Lady』（日本未公開）に出演。脚本家志望の女性を演じて、再びゴールデンラズベリー賞主演女優賞を受賞している。これらの受賞歴から第10回ゴールデンラズベリー賞でも1980年代最低新人賞を受賞した。その後は1988年、ジョン・ウォーターズ監督の『ヘアスプレー』に出演。ビートニクの女性を演じた。

### 歌手活動
歌手としてはまずまずの成功を収めており、アメリカ国内外においてヒットを飛ばしたシングルを数枚持つ。1984年にはグラミー賞最優秀女性ロック・ボーカリストのノミネートを受けた。
1983年、シャーリー・エリスのヒット曲"The Clapping Song" をカヴァーして、アメリカ国内売り上げ40位を記録。さらにジャーメイン・ジャクソンとデュエットを組んだ"When the Rain Begins to Fall" をリリース。自身が主演とつとめた映画『ロック・エイリアンの冒険』の挿入歌にも使われ、アメリカ国内ではまずまずの売り上げを記録、ドイツで4週連続ヒット・チャート1位、フランスでも大ヒットとなる成績を残す。また、ロンドン・フィルハーモニー管弦楽団による演奏でアルバム「Pia & Phil」、著名なプロデューサーのジミー・ジャム & テリー・ルイスを迎えてアルバム「When the Lights Go Out」をリリースした。1990年には同郷のフランク・シナトラと共にツアーを敢行している。
その後は、1994年の映画『裸の銃を持つ男PART33⅓ 最後の侮辱』に端役で出演。アカデミー賞授賞式のなか歌う自身役を演じた。

## 主な作品

### 映画
- 宇宙大戦争 サンタvs火星人 - Santa Claus Conquers the Martians （1964年）
- Butterfly （1982年）
- テリー・サバラスのフェイク・アウト - Fake-Out （1982年）
- The Lonely Lady （1983年）
- ロック・エイリアンの冒険 - Voyage of the Rock Aliens （1987年）
- ヘアスプレー - Hairspray （1988年）
- 裸の銃を持つ男PART33⅓ 最後の侮辱 - Naked Gun 33⅓: The Final Insult （1994年）

### アルバム
- Pia （1982年）
- Pia & Phil （1983年）
- I Am What I Am （1986年）
- When the Lights Go Out （1988年）
- Pia Z （1989年）

## 賞歴
太字が受賞、それ以外はノミネート
- ゴールデングローブ賞
  - 第39回 映画新人賞 - 『Butterfly』

- ゴールデンラズベリー賞
  - 第3回 最低主演女優賞 - 『Butterfly』
  - 第3回 最低新人賞 - 『Butterfly』
  - 第4回 最低主演女優賞 - 『The Lonely Lady』
  - 第10回 1980年代最低女優賞 - 『The Lonely Lady』、『Butterfly』
  - 第10回 1980年代最低新人賞 - 『The Lonely Lady』、『Butterfly』
  - 第20回 20世紀最低主演女優賞 - 『ロック・エイリアンの冒険』、『テリー・サバラスのフェイク・アウト』、『Butterfly』、『The Lonely Lady』

- ゴールデンアップル賞
  - 第42回 サワーアップル賞